# La Saunière
 La Saunière  es una localidad y comuna de Francia

## Situación
Está situada en la región de Lemosín, departamento de Creuse, en el distrito de Guéret y cantón de Guéret Sudeste. Está integrada en la Communauté de communes de Guéret-Saint-Vaury.

## Población
Su población en el censo de 1999 era de 543 habitantes.